# Vaardigheidsmedaille van het Koninklijk Nederlandsch-Indisch Leger
De Vaardigheidsmedaille van het Koninklijk Nederlandsch-Indisch Leger werd ingesteld bij besluit van de Gouverneur-Generaal van Nederlands-Indië, Johan Paul van Limburg Stirum, no. 35 van 17 november 1919.
De medaille was de Nederlands-Indische evenknie van de in 1914 ingestelde Nederlandse Medaille voor vaardigheidsproeven van het Nederlands Olympisch Comité, een particuliere onderscheiding. Beiden mochten op het uniform worden gedragen.
De Vaardigheidsmedaille van het Koninklijk Nederlandsch-Indisch Leger is een vaardigheids- dus sportmedaille en de opzet was om de conditie van de militairen in de tropen op peil te houden. De Nederlandse medaille was een particulier initiatief van het Nederlands Olympisch Comité maar de onderscheiding mocht door militairen en ook door politieagenten op hun uniform worden gedragen. De Nederlands-Indische medaille had dankzij de instelling door de Gouverneur-Generaal een officieel karakter.
De medaille werd uitgereikt in brons, zilver en goud. De zogeheten gouden medailles waren van verguld zilver.
Anders dan in Nederland werden de af te leggen proeven onderverdeeld in drie categorieën:
- 1. proef met eisen voor hen met een leeftijd onder de 28 jaar of met 7 of minder dienstjaren.
- 2. proef met eisen voor hen met een leeftijd tussen de 28 en 25 jaar of met 7 tot en met 14 dienstjaren.
- 3. proef met eisen voor hen met een leeftijd van 36 jaar of hoger of met meer dan 14 dienstjaren.

Het aantal dienstjaren was van toepassing wanneer de leeftijd van de deelnemer niet bekend was. Dit kwam bij veel inlandse militairen voor, zij hadden om dienst te kunnen nemen vaak een verkeerde geboortedatum opgegeven, anderen beschikten niet over doopcertificaten of uittreksels uit de Burgerlijke Stand omdat deze niet op alle eilanden bestond.
Voor elk van deze proeven moest een minimaal aantal punten worden behaald om in aanmerking te komen voor de medaille.

## De medailles
- Bij de eerste succesvolle deelname ontving men een bronzen medaille.
- Bij de tweede succesvolle deelname ontving men een bronzen cijfer "2" op het lint van de medaille.
- Bij de derde succesvolle deelname ontving men een zilveren medaille.
- Bij de vierde succesvolle deelname ontving men een zilveren cijfer vier op het lint van de medaille.
- Bij de vijfde succesvolle deelname ontving men een gouden medaille ;
- Bij de zesde succesvolle deelname ontving men een gouden cijfer "6" op het lint van de medaille.
- Bij de zevende succesvolle deelname ontving men een gouden cijfer "7" op het lint van de medaille.
- Bij de achtste succesvolle deelname ontving men een gouden cijfer "8" op het lint van de medaille.

Aangezien Nederlands Indië in i942 door de Japanners werd veroverd kunnen er voor de oorlog maximaal 21 deelnames zijn geweest. Met de opheffing van het Koninklijk Nederlands Indonesisch Leger in 1951 kwam een einde aan het uitreiken van de medaille.
De bronzen, zilveren en verguld zilveren cijfers op de linten zijn Arabische cijfers. De proeven werden eenmaal per jaar afgenomen en militairen beneden de rang van 
officier ontvingen een gratificatie van 25 gulden.

## De medaille
De voorzijde van de medaille is gemaakt naar een stempel van D. Scholtus en toont 
een naakte atleet. In zijn rechterhand houdt hij de palm der overwinning. Op de achtergrond is een in Griekse stijl gebouwde stad afgebeeld. Het 
geheel staat binnen het rondschrift "VOOR VAARDIGHEID".
De keerzijde van de medaille is ontworpen door W. Enderman van het atelier van Koninklijke 
Begeer in Zeist en toont drie van de vijf Olympische cirkels, symbool van de Olympische spelen van de nieuwe tijd, waarin de letters "N", 
"I" en "L" (Nederlands Indisch Leger) zijn opgenomen. De keerzijde is daarmee vrijwel gelijk aan die keerzijde van de Nederlandse medaille. De krijgsmacht in de kolonie werd pas later het Koninklijk Nederlands Indisch Leger maar de medaille werd daaraan niet aangepast. Tussen de drie cirkels zijn gestileerde lauwerbladen geplaatst.
De medaille groter dan de meeste Nederlandse onderscheidingen en had een middellijn van 41 millimeter waar 37 millimeter gebruikelijk is. 
Het lint is 40 in plaats van de gebruikelijke 37 millimeter breed en heeft vijf gelijke banen in de kleuren donkerblauw/oranje/donkerblauw/oranje/donkerblauw.
Men mocht de medaille ook als miniatuur op avondkleding of rokkostuum dragen. Zo zijn er door de Koninklijke Begeer in Zeist vervaardigde miniaturen van de medaille bekend met een middellijn van 16 millimeter.